# Oak Hill (Tennessee)
Oak Hill é uma cidade localizada no estado norte-americano de Tennessee, no Condado de Davidson.

## Demografia
Segundo o censo norte-americano de 2000, a sua população era de 4493 habitantes.
Em 2006, foi estimada uma população de 4825, um aumento de 332 (7.4%).

## Geografia
De acordo com o United States Census Bureau tem uma área de
20,7 km², dos quais 20,4 km² cobertos por terra e 0,3 km² cobertos por água. Oak Hill localiza-se a aproximadamente 207 m acima do nível do mar.

## Localidades na vizinhança
O diagrama seguinte representa as localidades num raio de 12 km ao redor de Oak Hill.